# متروی تایپه

روند ساخت متروی تایپه از زمان طراحی تاکنون

متروی تایپه (انگلیسی: Taipei Metro) سیستم حمل‌ونقل ریلی شهری (زمینی و زیرزمینی) تایپه، تایوان است.
این مترو که در سال ۱۹۹۶ تأسیس شده دارای ۱۳۱٫۱ کیلومتر طول، ۵ خط و ۱۰۸ ایستگاه با احتساب‌ها ایستگاه‌های مشترک و تقاطعی و بدون احتساب ایستگاه‌های مشترک ۱۱۷ ایستگاه می‌باشد. متروی تایپه در سال ۲۰۱۴ میلادی ۶۷۹٬۵۰۶٬۴۰۱ نفر را جابه‌جا کرده است.

## خط‌ها

| خط                    | خط              | خط                          | Termini (ناحیه، شهر)                            | Termini (ناحیه، شهر)         | ایستگاه‌ها | طول (km) | انبار                    |
| --------------------- | --------------- | --------------------------- | ----------------------------------------------- | ---------------------------- | --------- | -------- | ------------------------ |
|                       | خط ۱            | خط ۱                        | نمایشگاه مرکزی نانگانگ تایپه (نانگانگ، تایپه)   | باغ وحش تایپه (ونشان، تایپه) | ۲۴        | ۲۵.۷     | نیهو موژا                |
|                       | خط ۲            | خط ۲                        | تامسوی (تامسوی، تاپیه نو)                       | شیانگشان (شینیی، تایپه)      | ۲۷        | ۲۹.۶     | بیتو                     |
| شاخه شینبیتو          | شاخه شینبیتو    | شینبیتو (بیتو، تایپه)       | بیتو (بیتو، تایپه)                              | ۲                            | ۱٫۲       |          | بیتو                     |
|                       | خط ۳            | خط ۳                        | سونگشان (سونگشان، تایپه / شینیی، تایپه)         | شیندیان (شیندیان، تایپه نو)  | ۱۹        | ۱۹٫۴     | شیندیان                  |
| شاخه شیائوبیتان       | شاخه شیائوبیتان | چیژانگ (شیندیان، نیو تایپه) | شیائوبیتان (شیندیان، تایپه نو)                  | ۲                            | ۱٫۹       |          | شیندیان                  |
|                       | خط ۴            | خط ۴                        | هیولونگ (شینژوانگ, تایپه نو / جویشان، تائویوان) | نانشیجیائو (ژونگ، تایپه نو)  | ۲۱        | ۲۵.۱     | ژونگ لوژو شینژوانگ (u/c) |
| لوژو (لوژو، تایپه نو) | خط ۴            | خط ۴                        | ۶                                               | نانشیجیائو (ژونگ، تایپه نو)  | ۶٫۴       |          | ژونگ لوژو شینژوانگ (u/c) |
|                       | خط ۵            | خط ۵                        | نمایشگاه مرکزی نانگانگ تایپه (نانگانگ، تایپه)   | دینگپو (توچنگ، تاپیه نو)     | ۲۲        | ۲۶.۵     | نانگانگ توچنگ            |

## نگارخانه

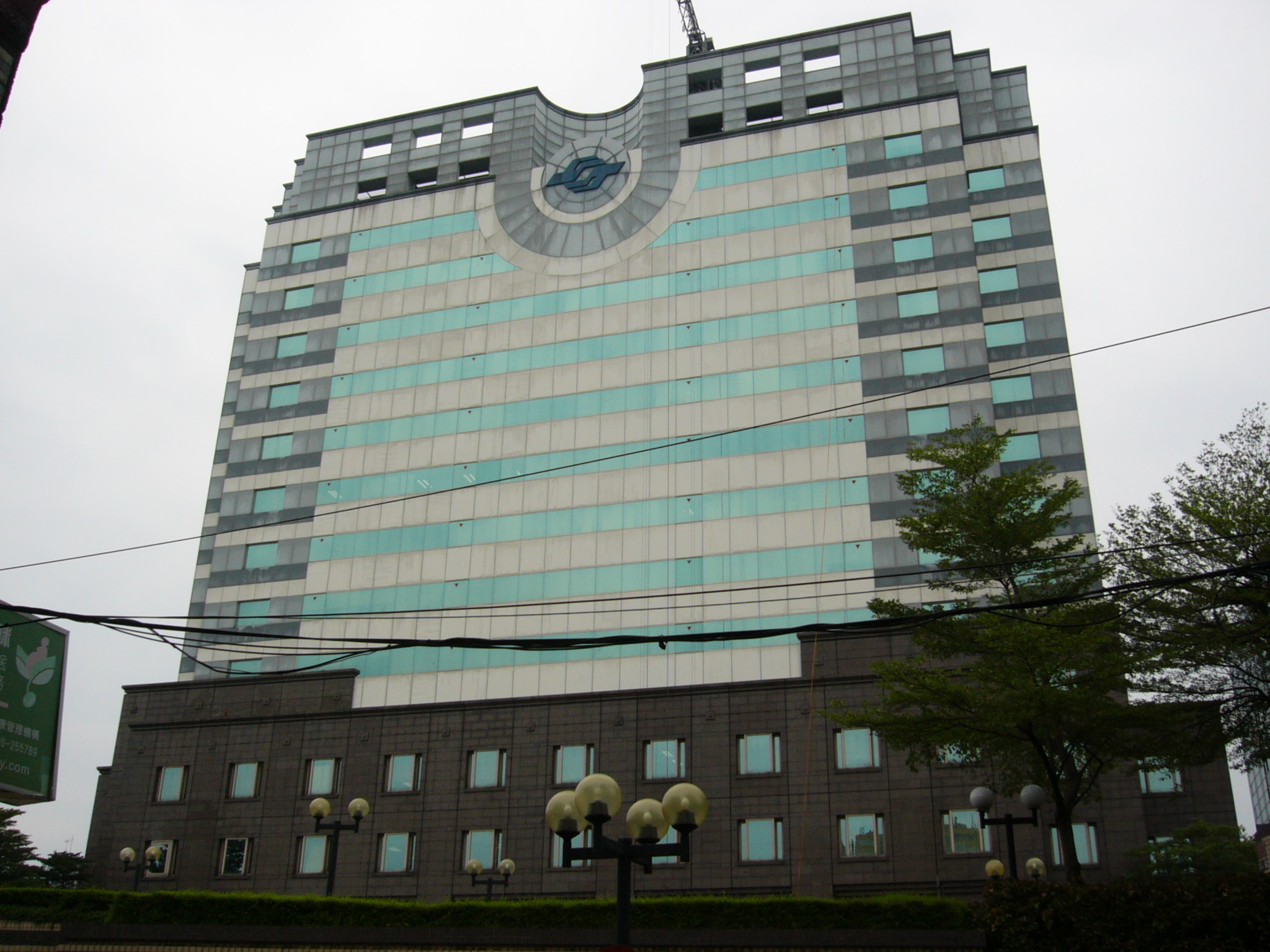
ساختمان متروی تایپه
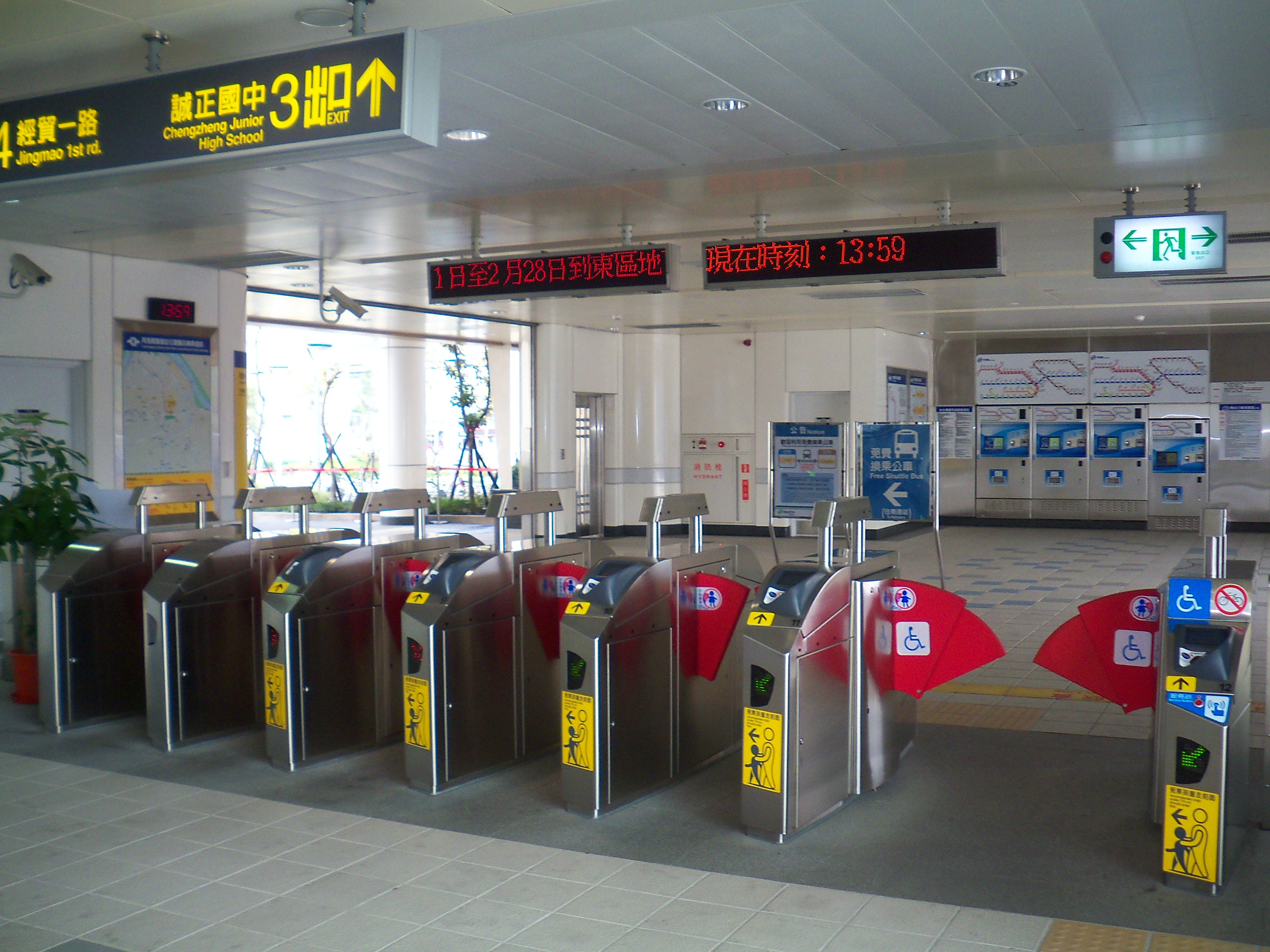
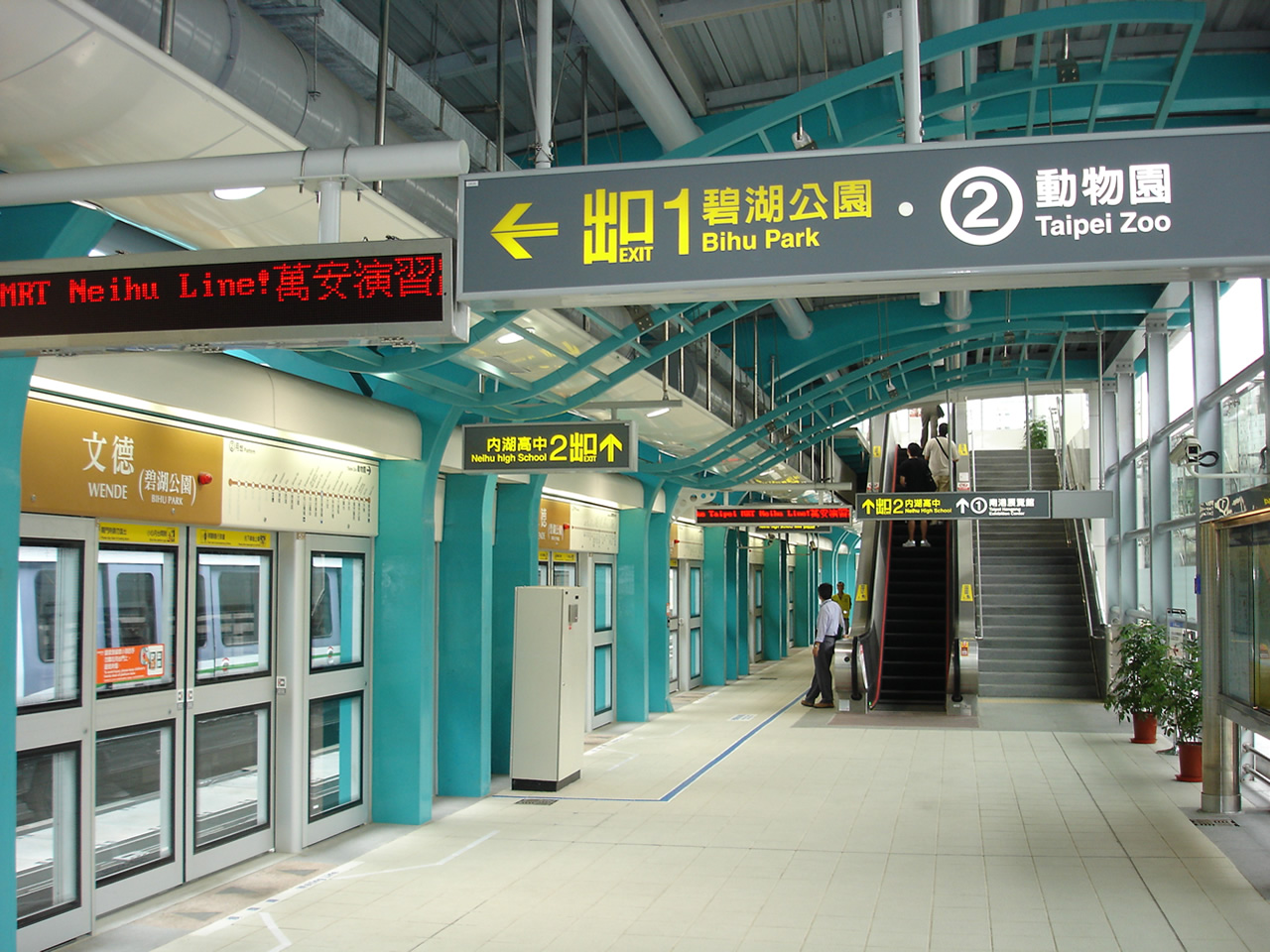
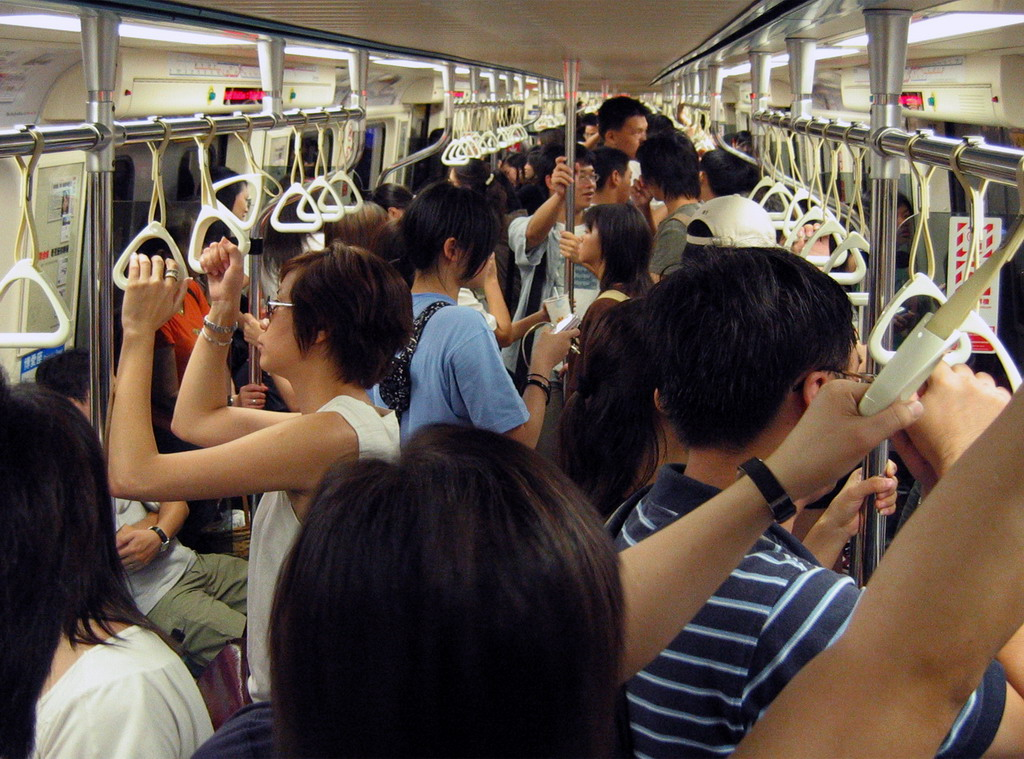
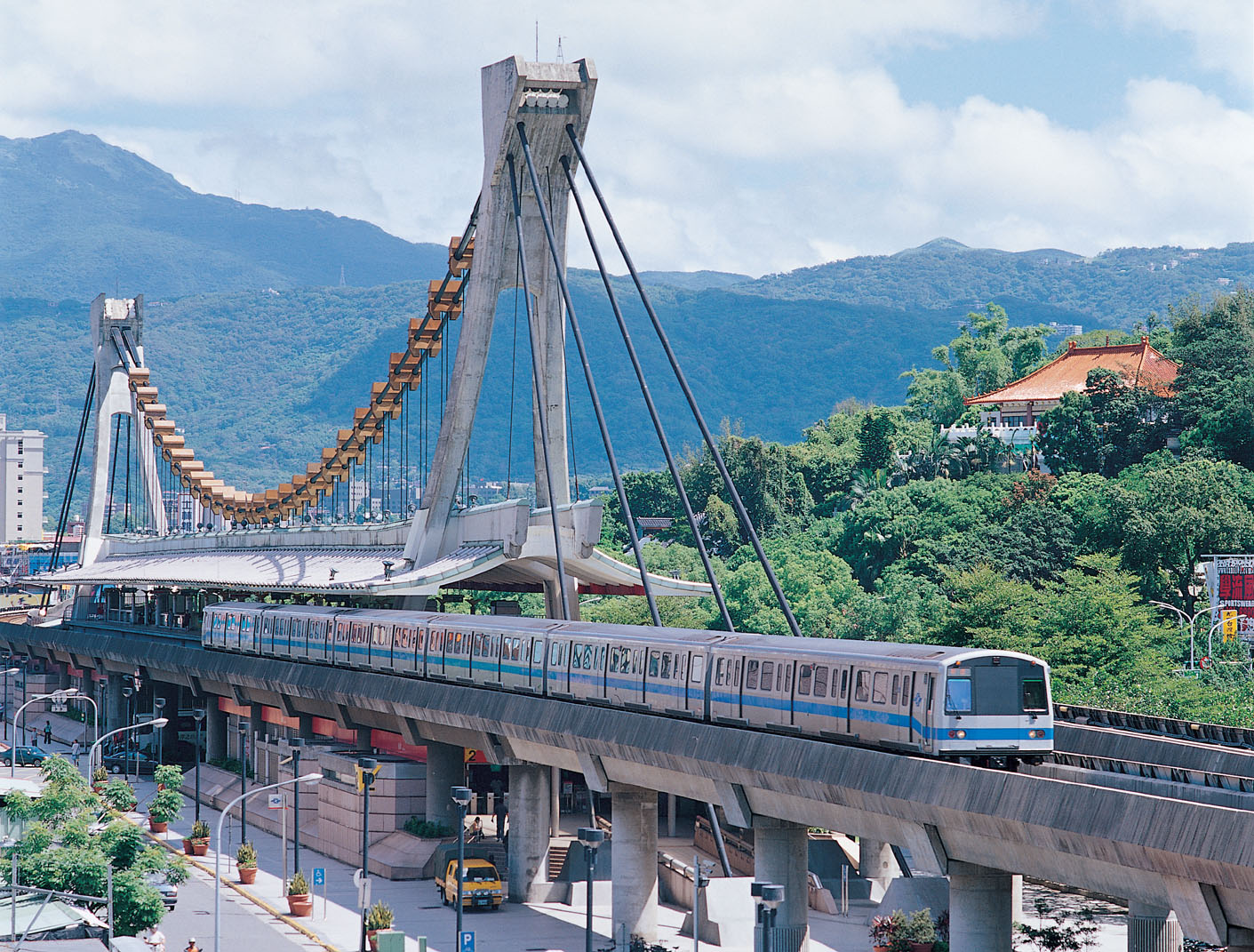
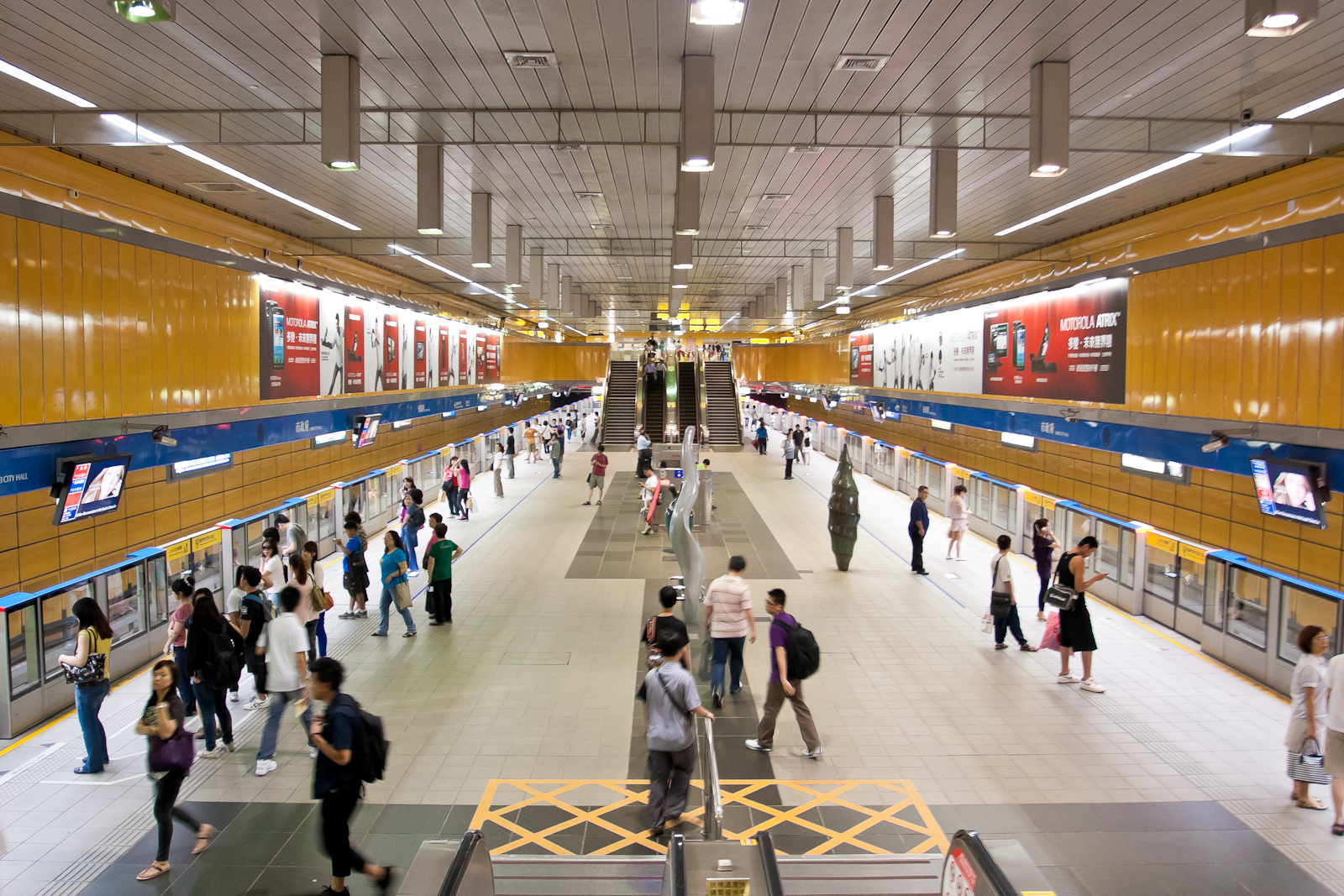
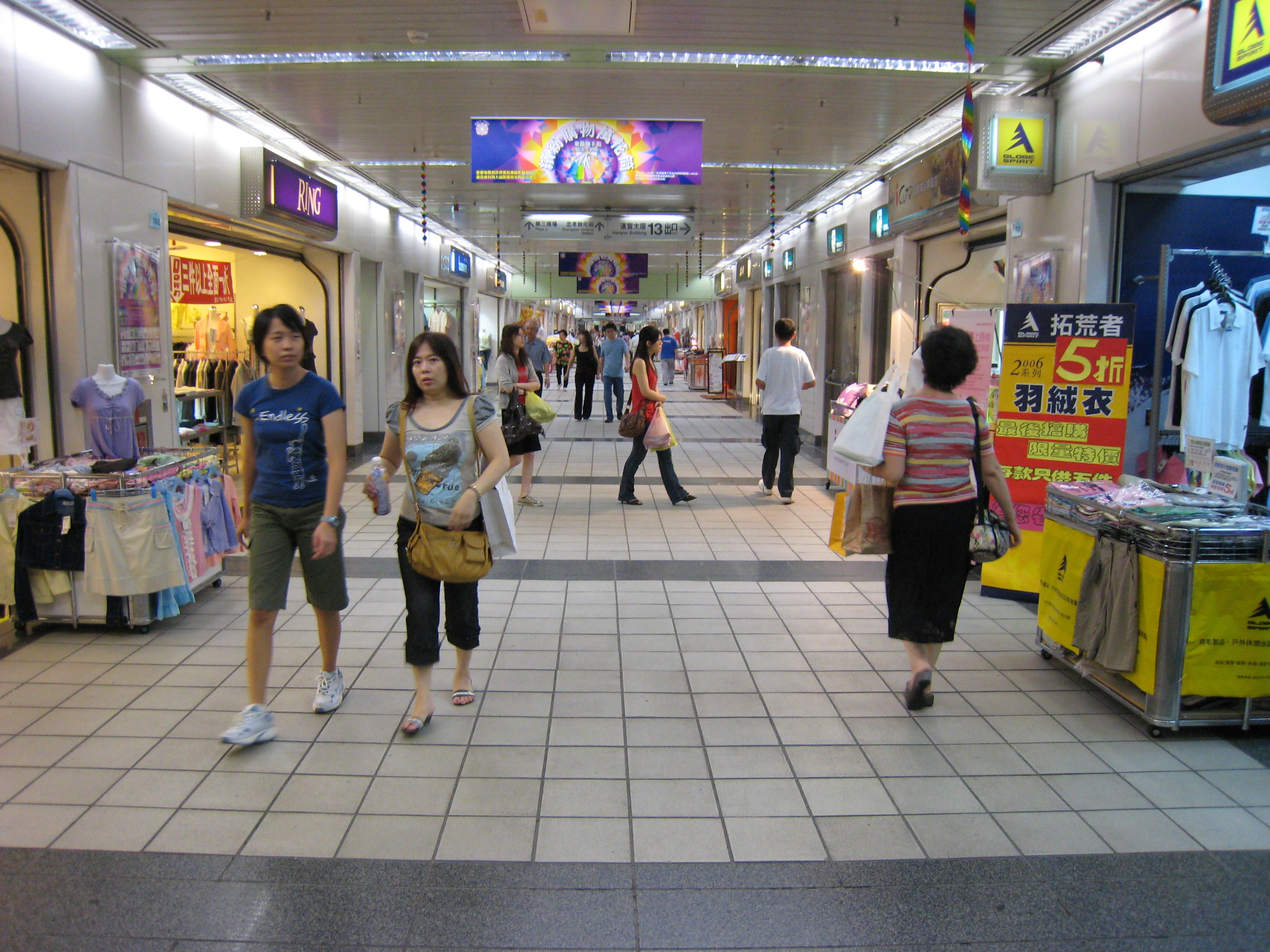
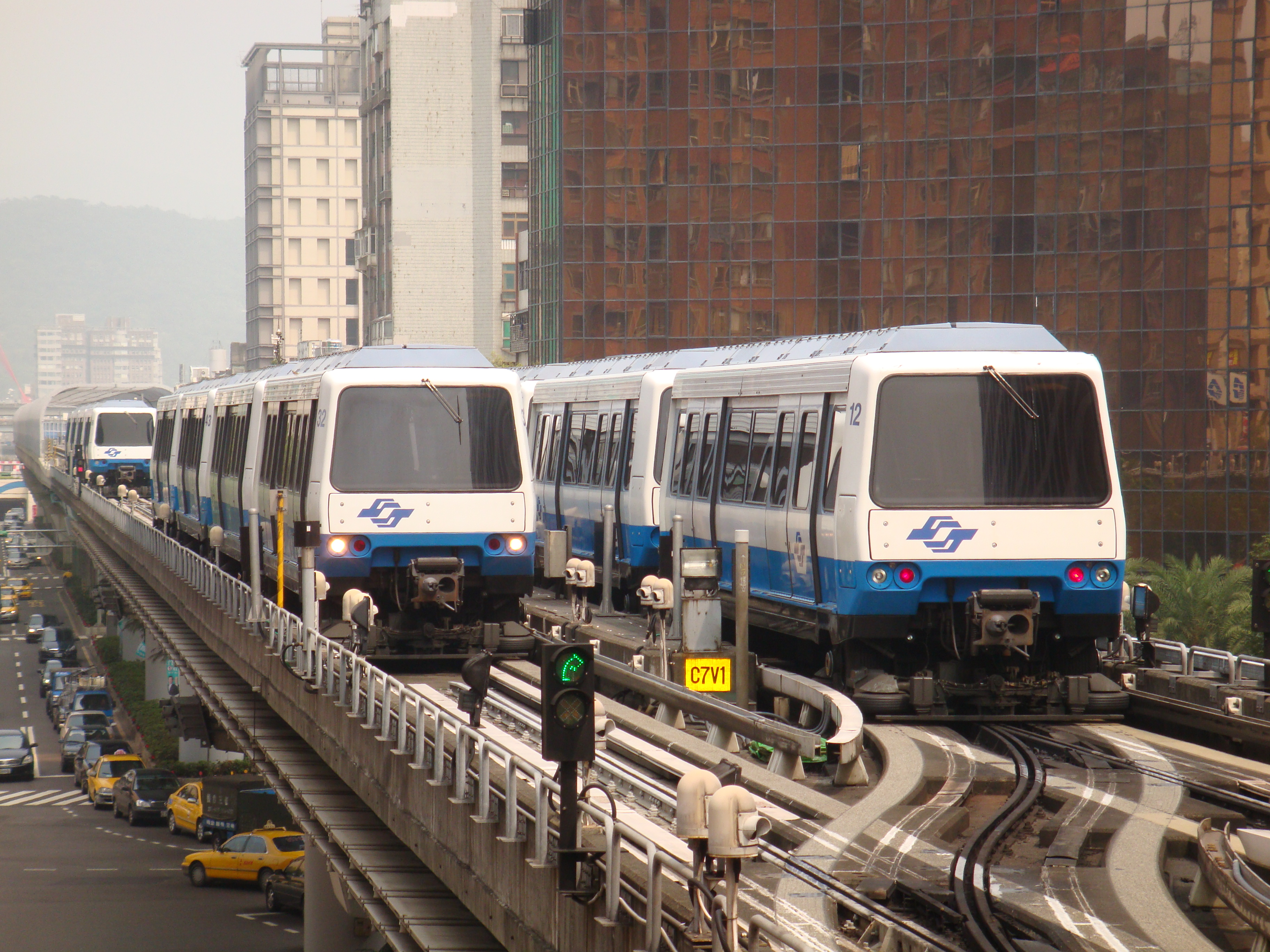
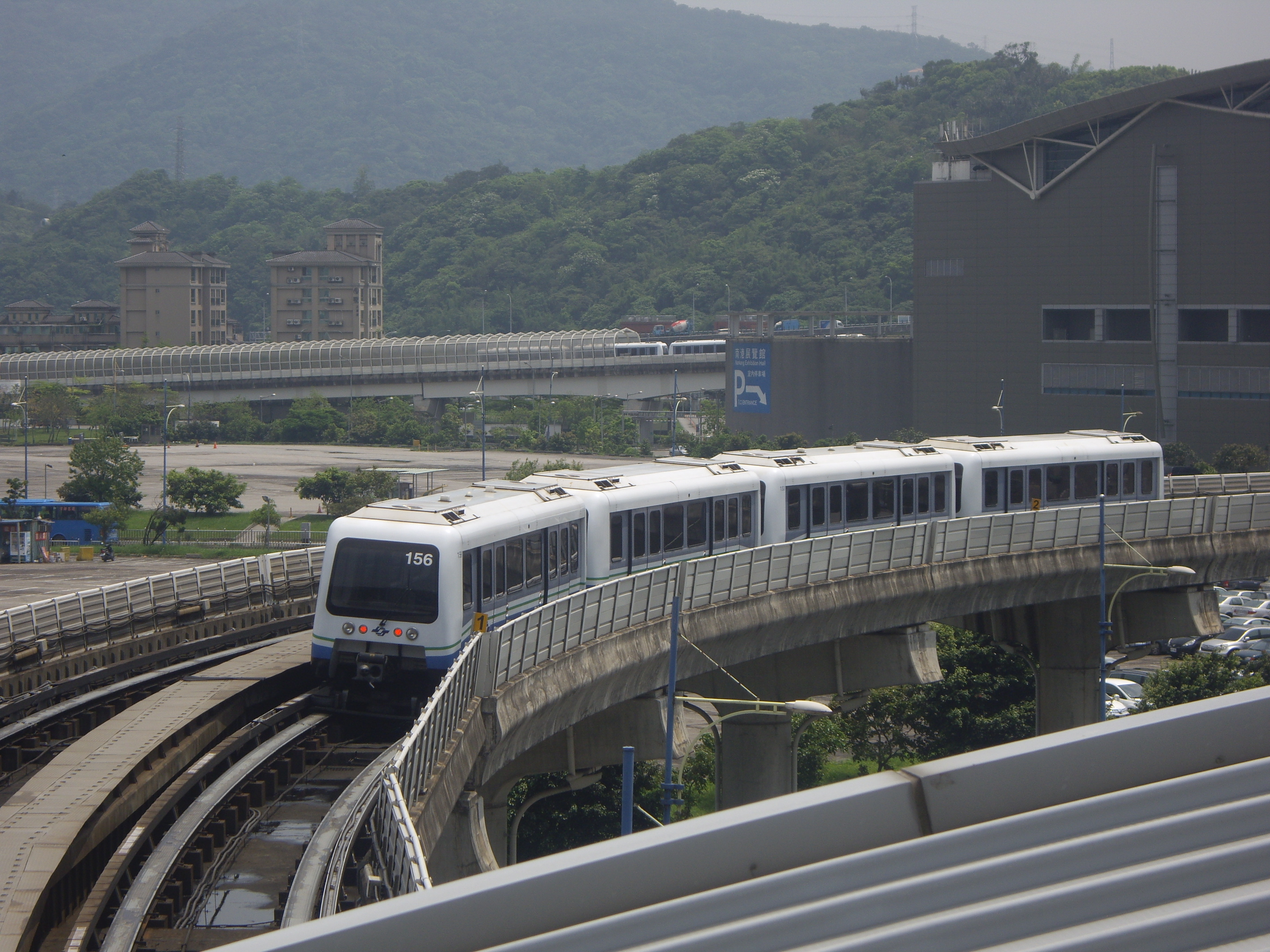
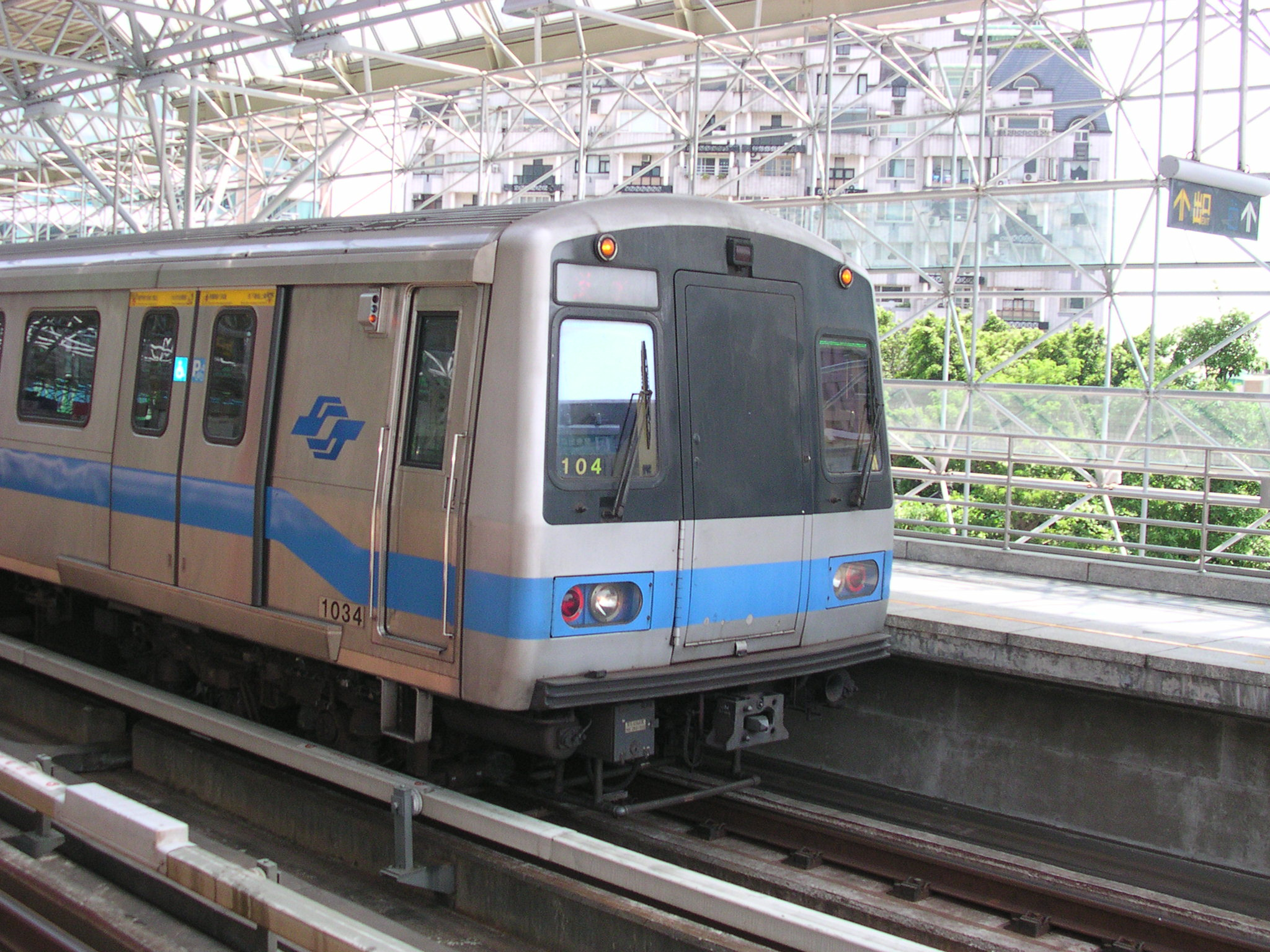
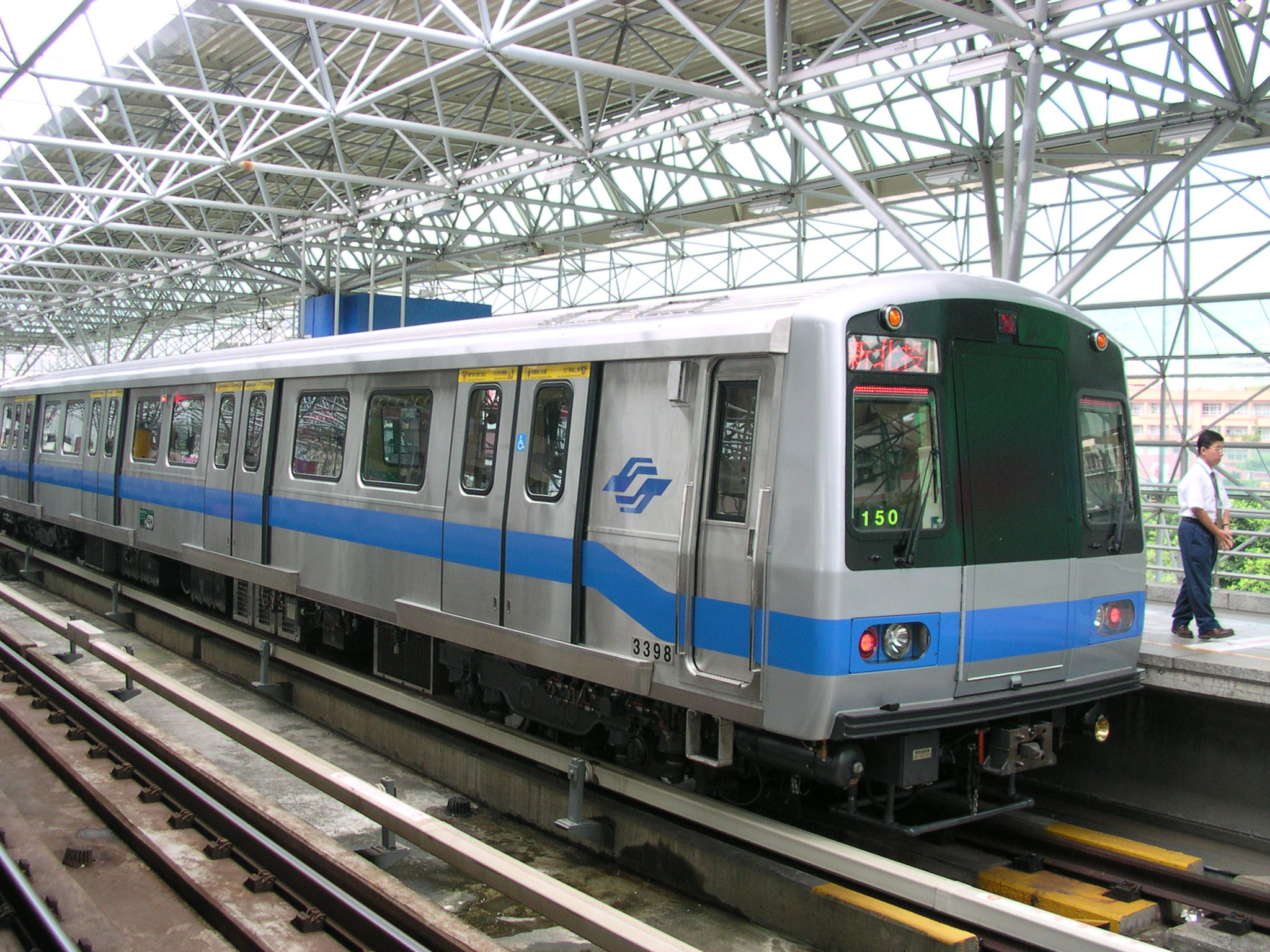
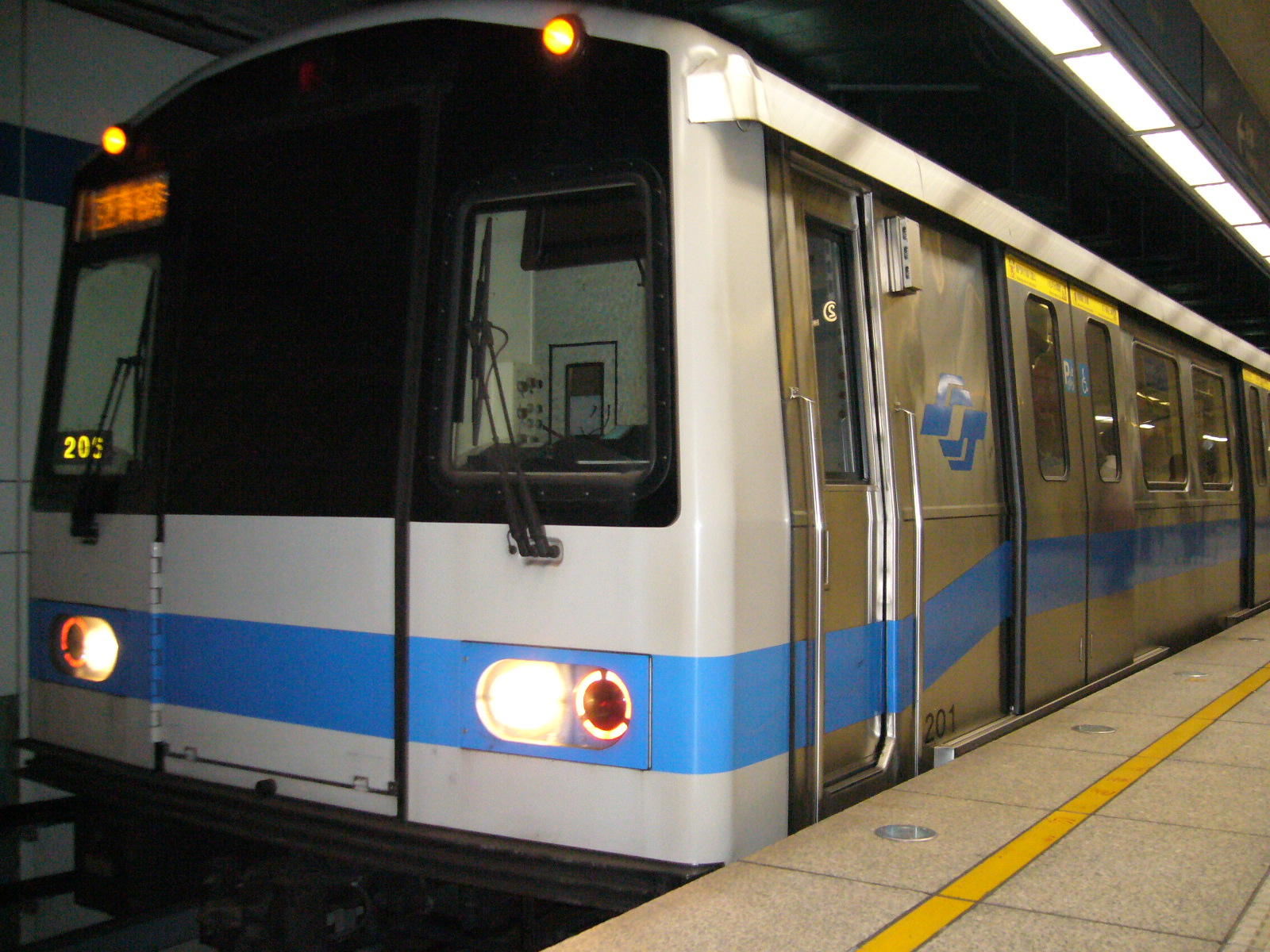
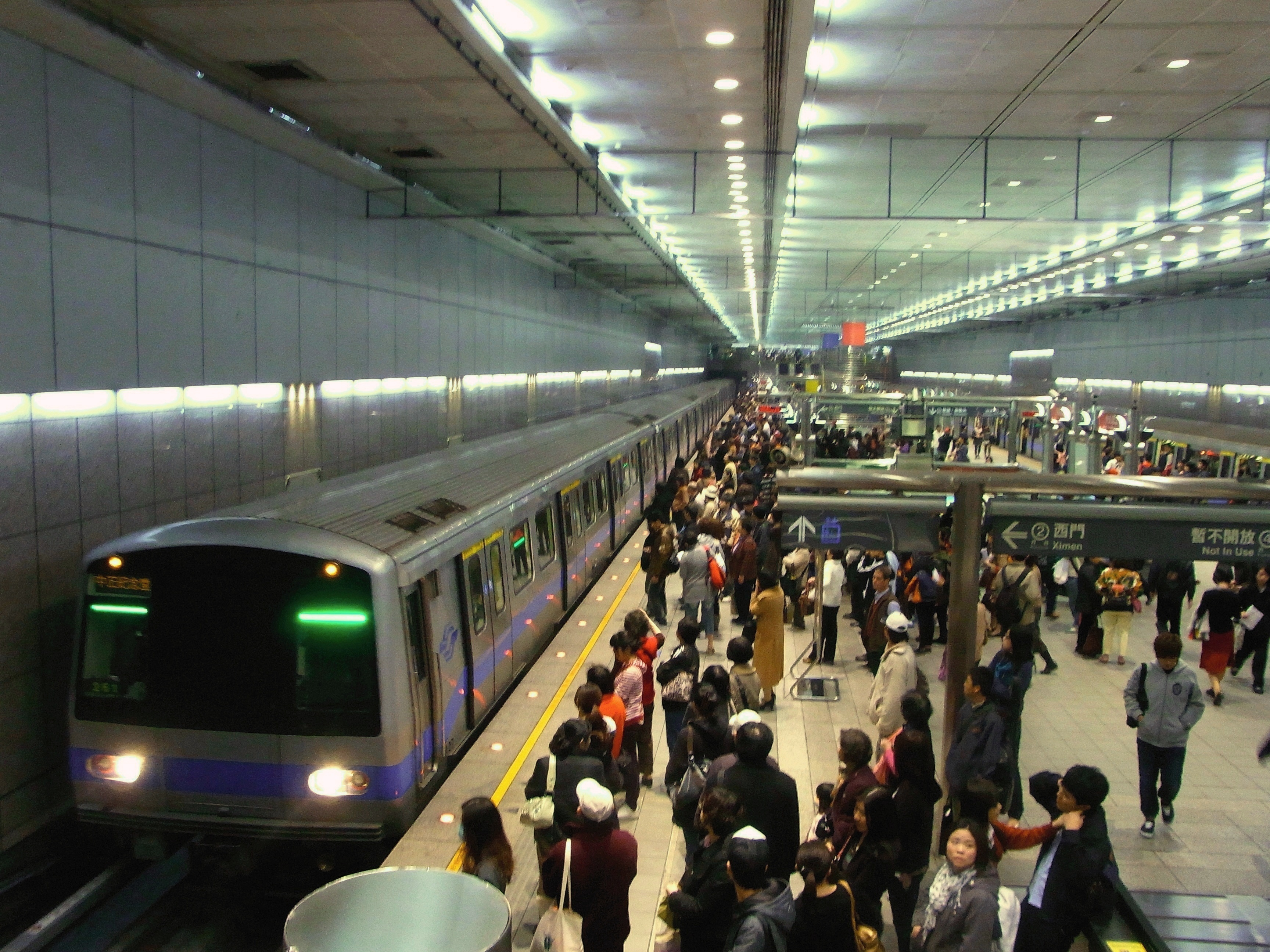